# ミールザー・ジャハーンギール・バフト
ミールザー・ジャハーンギール・バフト（Mirza Jahangir Bakht, 1791年 - 1821年7月18日）は、北インド、ムガル帝国の第16代皇帝アクバル2世の4男。同国第17代皇帝バハードゥル・シャー2世の弟でもある。

## 生涯
1791年、ムガル帝国の皇帝アクバル2世とその妃ムムターズ・マハルとの間に生まれた。父から大変愛され、年長の皇子ミールザー・アブー・ザファル（のちのバハードゥル・シャー2世）を差し置いて皇太子となった。
1809年から1811年にかけて、父アクバル2世の命令に背いたことにより、アラーハーバードへと追放された。
1812年、イギリスのデリー駐在官を殺害しようとしたため、再びアラーハーバードへと追放、その地に幽閉された。
1821年7月18日、アラーハーバードで幽閉されたまま死去した。